# 竹工芸館
竹工芸館（たけこうげいかん）は、宮城県大崎市岩出山字に所在する施設。当地に伝承される「しの竹細工」を紹介、体験することができる。建物は東北建築賞作品賞を受賞。

## 概要
当地のしの細工は1720年頃の享保年間、岩出山城主・伊達村泰が京都より職人を招聘し、藩士の副業として奨励したのが始まりとされる。その大きな特徴は竹の表皮を内側にして編むことで指に優しく水切れを良くする工夫が施された点で、日用品として広く愛用された。館内では竹細工体験（要予約）や実演見学が可能な他、ガラス・陶器等と組み合わせた物を含めた竹製品、インテリア、オブジェ等も展示されている。

## 建築
2003年度、日本建築学会東北支部から東北建築賞作品賞を受賞した。

## 利用情報
開館時間
- 9時から17時まで

定休日
- 水曜日、年末年始

入館料
- 無料（体験メニューは有料）

交通アクセス
- 最寄駅：陸羽東線岩出山駅または有備館駅から徒歩7分
- 東北自動車道古川インターチェンジから車15分

## 周辺施設
- 旧有備館および庭園
- 森民酒造店
- 感覚ミュージアム
- 岩出山城址